# Winterhof (Windsbach)
Winterhof (fränkisch: Winderhof) ist ein Gemeindeteil der Stadt Windsbach im Landkreis Ansbach (Mittelfranken, Bayern). Winterhof liegt in der Gemarkung Bertholdsdorf.

## Geographie
Die Einöde liegt in einer Senke. 600 Meter südwestlich befindet sich die Mehln, eine 417 Meter hohe Erhebung. Der Weiher in Winterhof rechts am Weg in Richtung Lanzendorf wurde 1850 noch Espanweiher genannt. Ein Gemeindeverbindungsstraße führt nach Kitschendorf (0,9 km nördlich) bzw. nach Bertholdsdorf zur Kreisstraße AN 28 (0,7 km südlich), eine weitere Gemeindeverbindungsstraße führt nach Lanzendorf (0,4 km nordöstlich).

## Geschichte
Der Ort wurde am 22. März 1499 erstmals urkundlich erwähnt, als Oswald und Christoph von Seckendorff von den Herren von Wallenrod Besitz in Bertholdsdorf abkauften, darunter auch der Winterhof. Das Toponym „Winter–“ bezeichnet die Nordlage eines Orts oder auch ganz allgemein eine kalte Lage. Der Ort wurde durch Jahrhunderte hindurch auch als „Einöde Windenhof“ bezeichnet.
Im 16-Punkte-Bericht des Oberamts Windsbach aus dem Jahr 1608 wurde für Winterhof eine Mannschaft verzeichnet, die dem brandenburg-ansbachischen Kastenamt Windsbach unterstand. Der Ort gehörte zur Realgemeinde Bertholdsdorf. Das Hochgericht übte das brandenburg-ansbachische Kasten- und Stadtvogteiamt Windsbach aus.
Auch gegen Ende des 18. Jahrhunderts gehörte der Winterhof zu Bertholdsdorf. Er unterstand weiterhin dem Kastenamt Windsbach. Unter der preußischen Verwaltung (1792–1806) des Fürstentums Ansbach erhielt der Winterhof bei der Vergabe der Hausnummern die Nr. 30 des Ortes Bertholdsdorf. Von 1797 bis 1808 unterstand der Ort dem Justiz- und Kammeramt Windsbach.
Im Rahmen des Gemeindeedikts wurde Winterhof dem 1808 gebildeten Steuerdistrikt Bertholdsdorf und der 1810 gegründeten Ruralgemeinde Bertholdsdorf zugeordnet. Im Zuge der Gebietsreform in Bayern wurde Winterhof am 1. Mai 1978 nach Windsbach eingemeindet.

### Bau und Bodendenkmäler
- Winterhof 3: ein eingeschossiges Wohnstallhaus mit Fachwerkgiebel aus dem 18./19. Jahrhundert.
- Siedlung vor- und frühgeschichtlicher Zeitstellung im Luftbild erkennbar, rund 600 Meter südöstlich.

### Einwohnerentwicklung
| Jahr      | 001818 | 001840 | 001861 | 001871 | 001885 | 001900 | 001925 | 001950 | 001961 | 001970 | 001987 | 002012 |
| Einwohner | 7      | 8      | *      | 8      | 14     | 13     | 15     | 9      | 10     | 12     | 7      | 9      |
| Häuser    | 1      | 1      |        |        | 1      | 2      | 2      | 2      | 2      |        | 2      |        |
| Quelle    | [ 14 ] | [ 15 ] | [ 16 ] | [ 17 ] | [ 18 ] | [ 19 ] | [ 20 ] | [ 21 ] | [ 22 ] | [ 23 ] | [ 24 ] |        |

## Religion
Der Ort ist seit der Reformation evangelisch-lutherisch geprägt und nach St. Georg (Bertholdsdorf) gepfarrt. Die Einwohner römisch-katholischer Konfession sind nach St. Vitus (Veitsaurach) gepfarrt.